# Citrinitas
Citrinita é uma palavra em latim que significa amarelado, despertar. Foi adotada pelos alquimistas para designar o terceiro estado da alquimia: o despertar. É precedido pelos estados nigredo (morte espiritual) e albedo (purificação), e sucedido pelo rubedo (iluminação). Seu sentido literário é a "transmutação da prata em ouro".[carece de fontes?]